# P/1996 R2 Lagerkvist
P/1996 R2 (Lagerkvist) è una cometa periodica appartenente alla famiglia delle comete gioviane. La cometa ha la caratteristica di avere la sua orbita per la maggior parte dentro la fascia degli asteroidi per cui fa parte anche della famiglia di comete quasi-Hilda.
Scoperta nel 1996, nei tre successivi passaggi del 2004, 2011 e 2019 non è stata osservata, pertanto si può considerare attualmente una cometa perduta.